# Francesc Abad
Pour les articles homonymes, voir Abad.
Francesc Abad, née en 1944 à Terrassa, en Catalogne, est un peintre, sculpteur et photographe catalan.
Il est l'auteur d'un important travail artiste autour de la mémoire de la guerre d'Espagne et de l'histoire de l'Europe.

## Œuvres

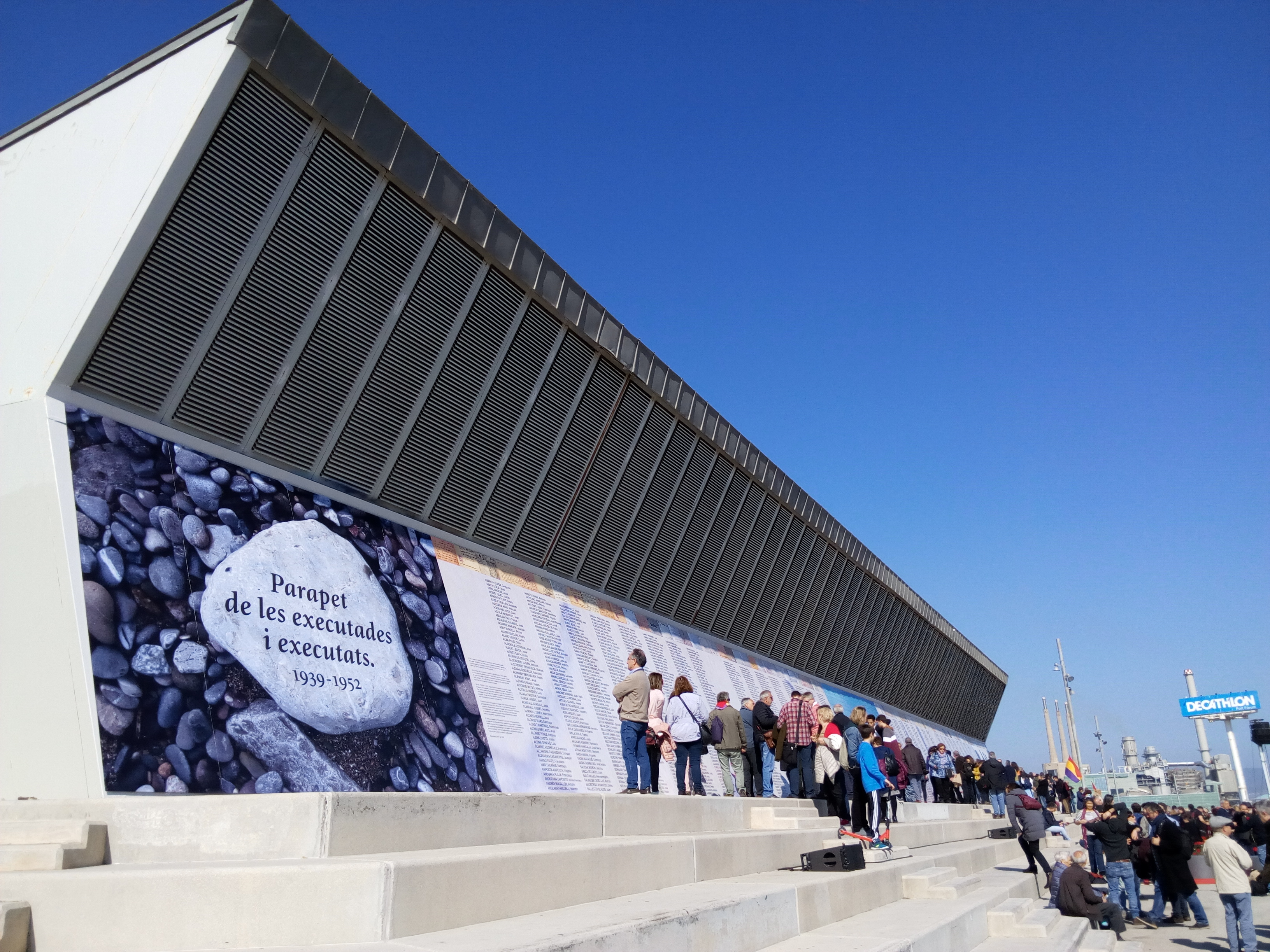
Parapet aux exécutées et exécutés au camp de la Bota (2019).

Francesc Abad est un artiste reconnu du travail de mémoire en Europe.
Il est notamment l'auteur de la célèbre œuvre murale Parapet de les executades i executats (en français: Parapet des exécutées et exécutés).
Ce mur des noms monumental rend hommage aux personnes assassinées au Camp de la Bota par les nationalistes.
L'installation, inspirée d'une œuvre précédente de l'artiste présentée au Musée d'Art contemporain de Barcelone, se situe dans le Parc del Fòrum, dans le quartier de Diagonal Mar qui a accueilli le Forum universel des cultures en 2004.

## Postérité

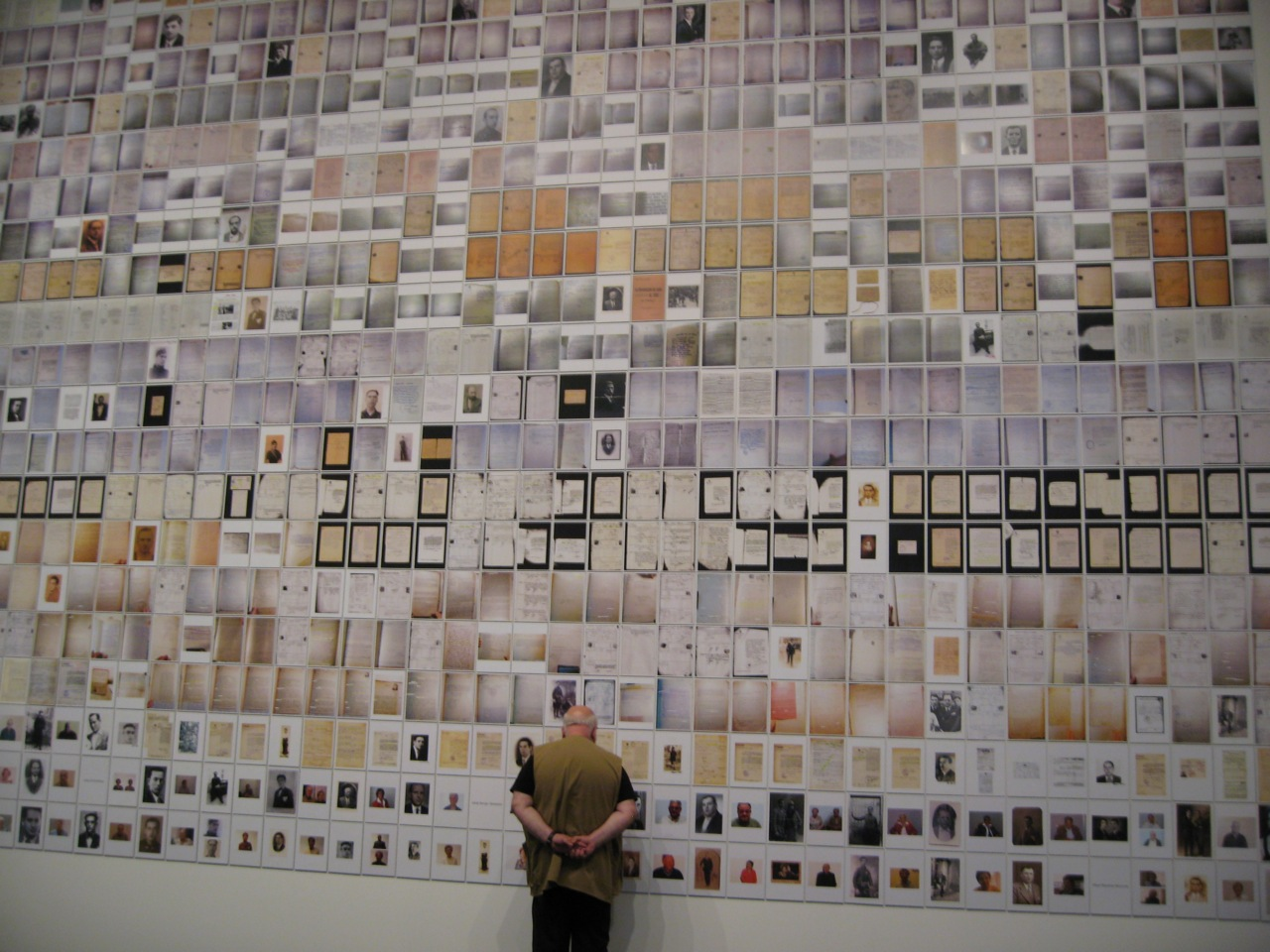
Le mur des noms du Camp de la Bota

- Spüren, en hommage au philosophe Walter Benjamin, présentée au Musée de Granollers[6].

- Francesc Abad contribue également au Musée mémorial de l'exil de La Jonquera[7].